# 1938 год в кино

## Фильмы

### Мировое кино
- «13 стульев»/13 Stühle, Германия (реж. Эмерих Ёзеф Войтек)
- «Ангелы с грязными лицами»/Angels with Dirty Faces, США (реж. Майкл Кёртис)
- «Большой вальс»/The Great Waltz, США (реж. Жюльен Дювивье)
- «Иезавель»/Jezebel, США (реж. Уильям Уайлер)
- «Индийская гробница»/Das Indische Grabmal, Германия (реж. Рихард Айхберг)
- «Леди исчезает»/The Lady Vanishes, Великобритания (реж. Альфред Хичкок)
- «Набережная туманов»/Le Quai des brumes, Франция (режиссёр Марсель Карне)
- «Олимпия»/Olympia, Германия (реж. Лени Рифеншталь)
- «Приключения Робин Гуда»/The Adventures Of Robin Hood, США (реж. Майкл Кёртис и Уильям Кейли)
- «Профессор Вильчур»/Profesor Wilczur, Польша (реж.Михал Вашиньский)
- «Развод леди Икс»/The Divorce Of Lady X, Великобритания (реж. Александр Корда)
- «С собой не унесёшь»/You Can't Take It With You, США (реж. Фрэнк Капра)
- «Северный отель» / Hôtel du Nord, Франция (режиссёр Марсель Карне)
- «Удивительный доктор Клиттерхаус»/The Amazing Dr. Clitterhouse, США (реж. Анатоль Литвак)
- «Утренний патруль»/The Dawn Patrol, США (реж. Эдмунд Гулдинг)
- «Четверо — это банда»/Four's a Crowd, США (реж. Майкл Кёртис)

### Советское кино

#### Фильмы Азербайджанской ССР
- Бакинцы (реж. Виктор Турин).

#### Фильмы БССР
- Маска (р/п. Сергей Сплошнов).
- Медведь (р/п. Исидор Анненский).

#### Фильмы РСФСР
- «Александр Невский», (реж. Сергей Эйзенштейн)
- «Волга, Волга», (реж. Григорий Александров)
- «Выборгская сторона», (реж. Григорий Козинцев и Леонид Трауберг)
- «Детство Горького», (реж. Марк Донской)
- «Доктор Айболит», (реж. Владимир Немоляев)
- «Если завтра война», (реж. Ефим Дзиган)
- «Новая Москва», (реж. Александр Медведкин)
- «По щучьему веленью», (реж. Александр Роу)
- «Пётр Первый (вторая серия)», (реж. Владимир Петров)
- «Семья Оппенгейм», (реж. Григорий Рошаль)
- «Человек с ружьём», (реж. Сергей Юткевич)
- «Честь», (реж. Евгений Червяков)

#### Фильмы УССР
- Богатая невеста (реж. Иван Пырьев).
- Кармелюк (реж. Георгий Тасин).
- Сорочинская ярмарка (реж. Николай Экк).

## Награды
- Премия «Оскар»
  - Лучший фильм — «С собой не унесёшь», режиссёр Фрэнк Капра, производство Columbia Pictures
  - Лучший актёр — Спенсер Трейси в фильме «Город для парней»
  - Лучшая актриса — Бетт Дейвис в фильме «Иезавель»

## Персоналии

### Родились

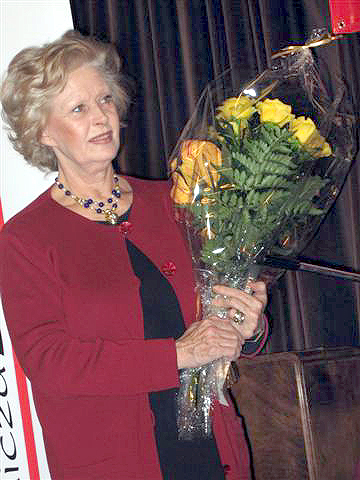
Беата Тышкевич

- 6 января — Адриано Челентано, итальянский киноактёр, певец, композитор и режиссёр.
- 17 января — Александр Рехвиашвили, грузинский и российский оператор, актёр, сценарист и кинорежиссёр.
- 25 января — Владимир Высоцкий, русский советский поэт и прозаик, музыкант, актёр, бард, автор сотен песен на собственные стихи.
- 1 марта — Борислав Брондуков, советский и российский киноактёр, Народный артист Украинской ССР, первый лауреат Государственной премии Украины им. А. Довженко.
- 5 апреля — Наталья Кустинская, советская актриса театра и кино.
- 13 июня — Эло Гаветта, словацкий писатель, фотограф, сценограф, живописец, сценарист, режиссёр театра, кино и телевидения.
- 8 июля
  - Андрей Мягков, советский и российский актёр театра и кино, Народный артист РСФСР.
  - Габор Конц, венгерский актёр театра, кино и телевидения.
- 9 июля — Лия Ахеджакова, советская и российская актриса театра и кино.
- 14 августа — Беата Тышкевич, польская киноактриса.
- 23 сентября — Роми Шнайдер, австрийская и французская киноактриса.
- 25 сентября — Лидия Федосеева-Шукшина, советская и российская актриса театра и кино,
- 11 октября — Дан Пица, румынский кинорежиссёр, сценарист и продюсер.
- 24 ноября — Наталья Крачковская, советская и российская актриса театра и кино.
- 12 декабря — Невена Коканова, болгарская актриса театра, кино и телевидения.